# Michał Ronikier (ur. 1939)
Michał Ronikier (ur. 6 kwietnia 1939 w Poznaniu) – polski tłumacz, filmoznawca, reżyser.

## Życiorys
Urodził się w Poznaniu, w rodzinie Seweryna Ronikiera (1910–1980) i Stefanii z domu Szydłowskiej (1910–1941).
Związany z kabaretem „Piwnica pod Baranami”, w którym przez wiele lat odpowiadał m.in. za organizację widowisk.
W 1987 otrzymał nagrodę literacką ZAiKS-u dla tłumaczy.
W 1997, obok Jana Kantego Pawluśkiewicza, Jerzego Mikułowskiego Pomorskiego, Bronisława Maja, Andrzeja Starmacha, Piotra Mucharskiego, Stanisława Mancewicza i Roberta Makłowicza, wszedł w skład Galicyjskiej Akademii Smaku.
W 2006 Instytut Pamięci Narodowej poinformował, że Michał Ronikier był tajnym współpracownikiem Służby Bezpieczeństwa, działał pod pseudonimem „Zygmunt” i miał wykonywać donosy na innych artystów „Piwnicy pod Baranami”. Dotyczy tego publikacja książkowa pt. Kolacja z konfidentem. Piwnica pod Baranami w dokumentach Służby Bezpieczeństwa autorstwa Stanisława M. Jankowskiego i Jolanty Drużyńskiej z 2006 roku.
Dwukrotnie żonaty. Po raz pierwszy ożenił się z Grażyną Grzyb (ur. 1939), od 1970 był mężem Joanny Olczak-Ronikier.

## Filmografia
- 1962 – Gangsterzy i filantropi – współpraca produkcyjna
- 1964 – Rękopis znaleziony w Saragossie – współpraca dekoratorska
- 1965 – Salto – współpraca produkcyjna
- 1965 – Sam pośród miasta – współpraca produkcyjna
- 1967 – Wenus z Ille – II reżyser
- 1967 – Wycieczka w nieznane – współpraca produkcyjna
- 1970 – Dzięcioł – współpraca reżyserska

## Tłumaczenia

### Książki
- Philip K. Dick: Ubik. Wydawnictwo Literackie, 1975. Brak numerów stron w książce
- Max Hastings: I rozpętało się piekło. Świat na wojnie 1939–1945. Wyd. I. Wydawnictwo Literackie, 2013. ISBN 978-83-08-05227-3. Brak numerów stron w książce
- Eva Hoffman Zagubione w przekładzie.
- Ross Macdonald, Błękitny młoteczek (The Blue Hammer 1976)
- Dziennik z czasów panowania króla Jerzego IV, króla Wilhelma IV i królowej Wiktorii spisany przez Charlesa C.F. Greville`a urzędnika Rady Przybocznej tych monarchów, Czytelnik 1975

### Spektakle
- 1977 – Kłopoty to moja specjalność
- 1980 – Blisko serca
- 1990 – Gorący wiatr
- 1991 – Garderobiany
- 1993 – Viva Espana
- 1994 – Lekcja tańca
- 1994 – Zatrute pióro
- 1995 – Inne czasy
- 1996 – Odbita sława
- 1996 – Za i przeciw
- 1997 – Dzieci
- 1998 – Człowiek do wszystkiego
- 1998 – Równy podział
- 1998 – Ściana Artura, czyli co zrobimy z Henriettą
- 1999 – Herbatka u Stalina
- 2000 – Posłuszna wdowa
- 2002 – Kwartet (Harwood R.)
- 2002 – Oszuści
- 2003 – Gry miłosne